# 细小碘泡虫
细小碘泡虫（学名：Myxobolus parvus）为碘泡科碘泡虫属的动物。分布于俄罗斯以及辽宁、湖北、山东、四川、浙江、陕西、黑龙江流域等。营寄生生活，寄生在鲢、鳙的鳃、心、肾、肠、脾、膀胱、鳔，鳙、鲤的肝，鲻的鳃，四川白甲鱼的鳃耙以及鲇的鳃弧。
其种加词“Parvus”意为“小的”。